# Thomas de Grenier de Fonblanque
Thomas de Grenier de Fonblanque, wicehrabia de Fonblanque (ur. 26 stycznia 1793 w Londynie, zm. 1861 w Belgradzie) – brytyjski urzędnik konsularny i dyplomata.

## Życiorys
Urodził się w rodzinie hugenockiej. Rodzicami byli - John Anthony Fonblanque (1759-1837), markiz, polityk, poseł i prawnik, oraz Frances Caroline Fitzgerald (1760–1844). Służył w brytyjskim wojsku, ostatnio w randze kpt. 2 Batalionu Garnizonowego (2d Garrison Batalion), i w służbie zagranicznej, w której pełnił funkcje - m.in. konsula w Calais (1821), konsula/konsula generalnego w Gdańsku (1836-1837), konsula w Filadelfii (1838-1839) oraz konsula generalnego i chargé d’affaires w Belgradzie (1841-1860), gdzie zmarł w 1861 w wyniku zadanych mu ran przez żołnierza tureckiego. Przez krótki czas władze Królestwa Hanoweru powierzyły mu też stanowisko swojego konsula w Londynie.